# Гульдберг, Като Максимилиан
Като Максимилан Гульдберг (норв. Cato Maximilian Guldberg, 11 августа, 1836 года, Кристиания — 14 января 1902 года, там же) — норвежский физик, химик и математик.

## Биография
С 1869 — профессор прикладной математики в университете Кристиании. В 1864—1867 совместно с Петером Вааге открыл закон действующих масс, легший в основу теории химического равновесия.
В 1870 Гульбергом был высказан принцип подвижного равновесия для частного случая зависимости растворимости от давления.

## Достижения
В физической химии известно т. н. правило Гульдберга, согласно которому критическая температура вещества в 1,5 раза больше нормальной абсолютной температуры кипения. Это правило позволяет по легкодоступной температуре кипения  вещества предсказывать малодоступную критическую температуру. Правило Гульдберга хорошо выполняется для неполярных и слабо полярных веществ.

## Сочинения
- Thermodynamische Abhandlungen über Molekulartheorie und chemische Gleichgewichte (1867-1872), Lpz., 1903
- Список работ Гульберга приведён в: Кипнис А. Я., Гульдберг и его вклад в развитие физической химии, в сборнике: Очерки по истории химии, М., 1963, с. 329-369.